# Cantone di Wormhout
Il Cantone di Wormhout è una divisione amministrativa dell'arrondissement di Dunkerque.
A seguito della riforma approvata con decreto del 17 febbraio 2014, che ha avuto attuazione dopo le elezioni dipartimentali del 2015, è passato da 11 a 45 comuni.

## Composizione
Gli 11 comuni facenti parte prima della riforma del 2014 erano:
- Bollezeele
- Broxeele
- Esquelbecq
- Herzeele
- Lederzeele
- Ledringhem
- Merckeghem
- Nieurlet
- Volckerinckhove
- Wormhout
- Zegerscappel

Dal 2015 i comuni appartenenti al cantone sono i seguenti 45:
- Arnèke
- Bambecque
- Bavinchove
- Bissezeele
- Bollezeele
- Broxeele
- Buysscheure
- Crochte
- Eringhem
- Esquelbecq
- Hardifort
- Herzeele
- Holque
- Hondschoote
- Houtkerque
- Hoymille
- Killem
- Lederzeele
- Ledringhem
- Merckeghem
- Millam
- Nieurlet
- Noordpeene
- Ochtezeele
- Oost-Cappel
- Oudezeele
- Quaëdypre
- Rexpoëde
- Rubrouck
- Saint-Momelin
- Socx
- Steenvoorde
- Terdeghem
- Volckerinckhove
- Warhem
- Watten
- Wemaers-Cappel
- West-Cappel
- Winnezeele
- Wormhout
- Wulverdinghe
- Wylder
- Zegerscappel
- Zermezeele
- Zuytpeene